# جبل رضوى
جبل رضوى هو جبل يقع في محافظة ينبع بمنطقة المدينة المنورة غرب المملكة العربية السعودية في ديار جهينة تحده من شمال الشرق قرية الفقعلي، ويحده من شمال الغرب قرية رخو هجرة قبيلة رفاعة وتحده من جنوب الغرب قرية تلعة نزا هجرة قبيلة نزاء ويبلغ ارتفاعه 2170 متراً. يتميز هذا الجبل بارتفاعه وجماله وشهرته على مر التاريخ وهو من الجبال الوعرة التي يصعب صعودها ومن قمته ترى مدينة ينبع كاملة.

## الحياة في الجبل
تعيش في هذا الجبل بعض الحيوانات البرية مثل البدن والوبر والنمر العربي والذئاب والثعالب والأرانب البرية وغيرها وتنمو فيه بعض النباتات البرية مثل الهيل والزعتر البري والعرعر والبعيثران.

## تاريخ الجبل
قال عنه عرام بن الأصبغ السلمي:
وتذكر كتب التاريخ ذكر جبال رضوى على لسان الصحابي عمرو بن العاص رضى الله عنه حين قال له ولده وهو في سكرات الموت صف لنا الموت فقال : يابني الموت أجل من أن يوصف ولكني سأصفه لك: أجدني وكأن جبال رضوى على عنقي وكأن في جوفي الشوك وكأن روحي تخرج من ابره
وتذكر كتب التاريخ أبيات مشهورة في هذا الجبل قالها الشعراء على مر الزمان. من هذه الأبيات قول حسان بن ثابت:
وقال المتنبي في الرثاء:
كما أنه في هذا الجبل دارت حكاية العاشق مسلم الوليعي الذي قفز من قمته متأثراً برفض أهل عشيقته الارتباط بها.